# Liste des stations du tramway de Toulouse
La liste des stations du tramway de Toulouse permet un aperçu des stations actuellement en service ou en projet, sur le réseau du tramway de Toulouse. Au total, ce réseau compte 27 stations réparties sur deux lignes. La première ligne a ouvert le 11 décembre 2010.

## Stations en service
Ce tableau répertorie les stations en service. Le réseau de tramway de Toulouse ne dispose que de stations situés en surface.
Lors d'un voyage en tramway, les stations sont indiquées à l'aide d'un enregistrement en français et en occitan.
| Station (FR, OCI)                                                   | Ligne(s)                                                          | Date d'ouverture | Commune et quartier                         | Fréquentation annuelle 2016 | Correspondances Tisséo                      | Coordonnées (Lat, Long)                | Image |
| ------------------------------------------------------------------- | ----------------------------------------------------------------- | ---------------- | ------------------------------------------- | --------------------------- | ------------------------------------------- | -------------------------------------- | ----- |
| MEETT                                                               | Ligne T1 du tramway de Toulouse                                   | 31 août 2020     | Beauzelle                                   | 0                           | 30                                          | 43.667671099283545, 1.359894558569106  |       |
| AéroConstellation Aeroconstellacion                                 | Ligne T1 du tramway de Toulouse                                   | 11 décembre 2010 | AéroConstellation, Beauzelle                | 148 148                     | 307071130 120                               | 43.663452907115825, 1.3626312363030542 |       |
| Beauzelle – Aéroscopia Bausèla Aeroscopia                           | Ligne T1 du tramway de Toulouse                                   | 11 décembre 2010 | ZAC Andromède, Beauzelle                    | 58 698                      |                                             | 43.66026731543291, 1.3695173826185598  |       |
| Andromède – Lycée Andromèda Licèu                                   | Ligne T1 du tramway de Toulouse                                   | 11 décembre 2010 | ZAC Andromède, Blagnac                      | 188 817                     | 177071130                                   | 43.65477103381443, 1.3736356796724485  |       |
| Place Georges Brassens Plaça George Brassens                        | Ligne T1 du tramway de Toulouse                                   | 11 décembre 2010 | Blagnac                                     | 200 961                     | 70                                          | 43.64853003936602, 1.3756545399893998  |       |
| Grand Noble Grand Nòble                                             | Ligne T1 du tramway de Toulouse                                   | 11 décembre 2010 | Grand Noble, Blagnac                        | 234 379                     |                                             | 43.64476319279176, 1.3774591854017786  |       |
| Patinoire – Barradels Patinadoira Barradels                         | Ligne T1 du tramway de Toulouse                                   | 11 décembre 2010 | Blagnac                                     | 256 963                     |                                             | 43.64048122446173, 1.3826078987863177  |       |
| Odyssud – Ritouret Odyssud Ritoret                                  | Ligne T1 du tramway de Toulouse                                   | 11 décembre 2010 | Ritouret, Blagnac                           | 182 492                     |                                             | 43.636252051680586, 1.3853712206221946 |       |
| Place du Relais Plaça del Relai                                     | Ligne T1 du tramway de Toulouse                                   | 11 décembre 2010 | Blagnac                                     | 129 981                     | 70                                          | 43.636743357209475, 1.390058671394804  |       |
| Pasteur – Mairie de Blagnac Pasteur Ostal de Blanhac                | Ligne T1 du tramway de Toulouse                                   | 11 décembre 2010 | Blagnac                                     | 162 854                     |                                             | 43.63457556220737, 1.391262300583571   |       |
| Guyenne – Berry Guiana Berric                                       | Ligne T1 du tramway de Toulouse                                   | 11 décembre 2010 | Blagnac                                     | 115 101                     |                                             | 43.63088765339023, 1.3917317078574483  |       |
| Servanty – Airbus Servantin Airbus                                  | Ligne T1 du tramway de Toulouse                                   | 11 décembre 2010 | Blagnac                                     | 179 838                     |                                             | 43.625535182768914, 1.393457099538248  |       |
| Aéroport Aeropòrt                                                   | Ligne T2 du tramway de Toulouse                                   | 11 avril 2015    | Aéroport, Blagnac                           | 430 671                     | 30Aéroport                                  | 43.631346431252965, 1.3743606904464314 |       |
| Daurat Daurat                                                       | Ligne T2 du tramway de Toulouse                                   | 11 avril 2015    | Blagnac                                     | 82 464                      |                                             | 43.62885419596828, 1.3793888162877737  |       |
| Nadot Nadot                                                         | Ligne T2 du tramway de Toulouse                                   | 11 avril 2015    | Blagnac                                     | 105 694                     |                                             | 43.62438653561188, 1.3867815581405778  |       |
| Ancely Ancely                                                       | Ligne T1 du tramway de Toulouse · Ligne T2 du tramway de Toulouse | 11 décembre 2010 | Ancely, Toulouse                            | 339 761                     | 4666                                        | 43.61824474193049, 1.3969236303011694  |       |
| Arènes Romaines Arenas Romanas                                      | Ligne T1 du tramway de Toulouse · Ligne T2 du tramway de Toulouse | 11 décembre 2010 | Arènes Romaines, Toulouse                   | 297 837                     | 4666                                        | 43.61408659703063, 1.398239546085215   |       |
| Purpan                                                              | Ligne T1 du tramway de Toulouse · Ligne T2 du tramway de Toulouse | 11 décembre 2010 | Purpan, Toulouse                            | 481 094                     |                                             | 43.609851776757694, 1.4019680665855307 |       |
| Cartoucherie Cartocharia                                            | Ligne T1 du tramway de Toulouse · Ligne T2 du tramway de Toulouse | 11 décembre 2010 | Cartoucherie, Toulouse                      | 424 821                     | L2 45                                       | 43.60312443948946, 1.4076948077907254  |       |
| Zénith Zenith                                                       | Ligne T1 du tramway de Toulouse · Ligne T2 du tramway de Toulouse | 11 décembre 2010 | Zénith, Toulouse                            | 274 369                     | 45                                          | 43.60087686680728, 1.4113720156128855  |       |
| Hippodrome Ipodròm                                                  | Ligne T1 du tramway de Toulouse · Ligne T2 du tramway de Toulouse | 11 décembre 2010 | Zénith, Toulouse                            | 2 661 808                   | L2L3 67                                     | 43.59484877267184, 1.409440857382774   |       |
| Arènes Arenas                                                       | Ligne T1 du tramway de Toulouse · Ligne T2 du tramway de Toulouse | 11 décembre 2010 | Les Arènes, Toulouse                        | 2 661 808                   | Ligne Arènes - Colomiers L2L3 143467Stadium | 43.59283619674736, 1.4179434750753073  |       |
| Déodat de Séverac Deodat de Sevrac                                  | Ligne T1 du tramway de Toulouse · Ligne T2 du tramway de Toulouse | 20 décembre 2013 | Croix de Pierre, Toulouse                   | 650 258                     | 1334                                        | 43.589706998858034, 1.4215742288549782 |       |
| Croix de Pierre Crotz de Pèire                                      | Ligne T1 du tramway de Toulouse · Ligne T2 du tramway de Toulouse | 20 décembre 2013 | Croix de Pierre, Toulouse                   | 600 594                     | L4L5 34152                                  | 43.58567560061307, 1.4277962464866323  |       |
| Avenue de Muret - Marcel Cavaillé Avenguda de Muret Marcel Cavaillé | Ligne T1 du tramway de Toulouse · Ligne T2 du tramway de Toulouse | 20 décembre 2013 | Toulouse                                    | 323 659                     |                                             | 43.58930048689206, 1.4317973884710635  |       |
| Fer à Cheval Fèrre de caval                                         | Ligne T1 du tramway de Toulouse · Ligne T2 du tramway de Toulouse | 20 décembre 2013 | Prairie des Filtres, Fer à Cheval, Toulouse | 381 521                     | 131431                                      | 43.59263481770962, 1.435503742991749   |       |
| Île du Ramier Illa del ramièr                                       | Ligne T1 du tramway de Toulouse · Ligne T2 du tramway de Toulouse | 20 décembre 2013 | Île du Ramier, Toulouse                     | 482 631                     | 31                                          | 43.59221689109313, 1.4403400634191448  |       |
| Palais de Justice Palais de Justício                                | Ligne T1 du tramway de Toulouse · Ligne T2 du tramway de Toulouse | 20 décembre 2013 | Saint-Michel, Toulouse                      | 1 183 242                   | L4 31                                       | 43.59275524763568, 1.4440648962831812  |       |

## Station en projet
Ce tableau recense les stations en projet.
| Station | Ligne(s)                                                          | Correspondances prévues                            | Commune et quartier | Date de mise en service prévue |
| ------- | ----------------------------------------------------------------- | -------------------------------------------------- | ------------------- | ------------------------------ |
| Blagnac | Ligne T1 du tramway de Toulouse · Ligne T2 du tramway de Toulouse | Métro de Toulouse · Ligne TAE du métro de Toulouse | Blagnac             | 2025                           |